# Kanton Sousceyrac
Der Kanton Sousceyrac war von 1949 bis 2015 ein französischer Wahlkreis im Arrondissement Figeac, im Département Lot und in der früheren Region Midi-Pyrénées; sein Hauptort war Sousceyrac. Der Kanton war 140,30 km² groß und hatte 1437 Einwohner (Stand: 2012). 
Der Kanton umfasste Wahlberechtigte aus fünf Gemeinden:
| Gemeinde       | Einwohner Jahr | Fläche km² | Bevölkerungsdichte | Postleitzahl | Code INSEE |
| -------------- | -------------- | ---------- | ------------------ | ------------ | ---------- |
| Calviac        | 145 (2013)     | –          | – Einw./km²        | 46190        | 46048      |
| Comiac         | 222 (2013)     | –          | – Einw./km²        | 46190        | 46071      |
| Lacam-d’Ourcet | 112 (2013)     | –          | – Einw./km²        | 46190        | 46141      |
| Lamativie      | 58 (2013)      | –          | – Einw./km²        | 46190        | 46150      |
| Sousceyrac     | 878 (2013)     | –          | – Einw./km²        | 46190        | 46311      |